# Međulužje
Međulužje (cyr. Међулужје) – wieś w Serbii, w mieście Belgrad, w gminie miejskiej Mladenovac. W 2011 roku liczyła 2751 mieszkańców.